# 新型冠狀病毒感染症對策本部

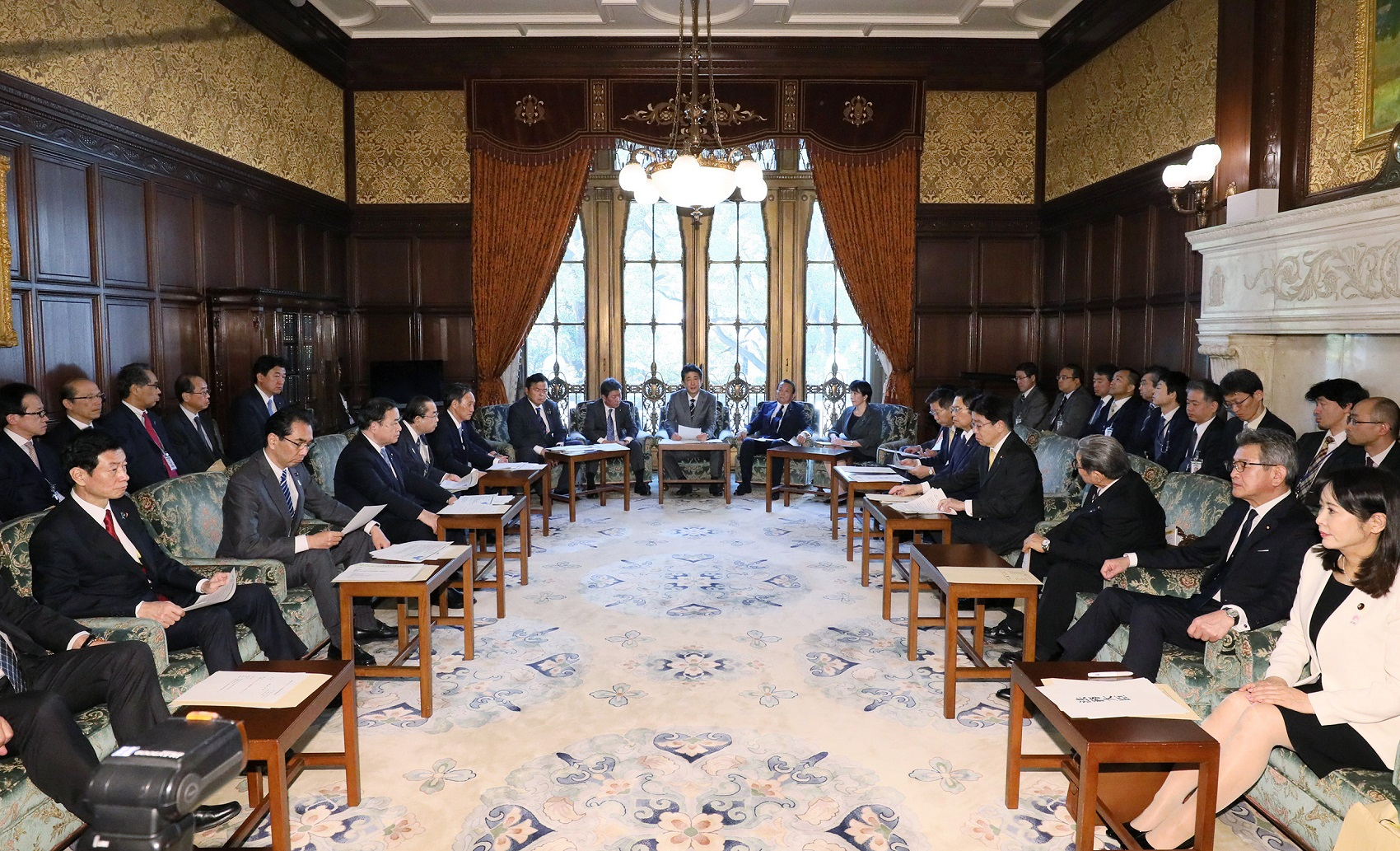
新型冠狀病毒感染症對策本部第1回会議（2020年1月30日於国会議事堂）

新型冠狀病毒感染症對策本部（日语：／）是日本内閣下設的任務編組機構，討論如何應對在全世界傳染流行的新型冠狀病毒感染症（COVID-19）。2020年1月30日，基於閣議決定《關於設置新型冠狀病毒感染症對策本部》設立，並舉行首次會議。
2020年3月26日，被指定為《新型流行性感冒等對策特別措置法》第15條第1項規定的「政府對策本部」，本部的設立變為同時基於原先的閣議決定及《新型流行性感冒等對策特別措置法》。依照法例，設立「政府對策本部」時，有義務向国会報告本部的名称、設置地點及設置期間。根據向国会報告及向公眾公示的內容，政府本部設置於東京都的中央合同廳舍第8號館，設置期間自2020年3月26日起，直至不再需要推進新型冠狀病毒感染症對策。而本部名称就沒有變化，繼續稱作「新型冠狀病毒感染症對策本部」。另外，「政府對策本部」設置後，各都道府縣亦需設置「都道府縣對策本部」。
自設立本部起，会議的事務性工作即由内閣官房在厚生勞動省等相關機關協助下負責。成為「政府對策本部」後，事務性工作亦繼續由内閣官房負責。新型冠狀病毒感染症對策本部會透過下設的新型冠狀病毒感染症對策專門家会議，聽取有識之士提供的医学角度建議。

## 掌管事務
指定行政機關、地方公共團体、指定公共機關基於政府行動計画下制定的基本處理方針，各自採取措施應對新型冠狀病毒感染症（COVID-19）。新型冠狀病毒感染症對策本部掌管有關綜合推進各指定行政機關、地方公共團体、指定公共機關所採取的同感染症應對措施之事務。為準確及迅速地採取措施應對同感染症，新型冠狀病毒感染症對策本部還會於有需要時，在指定行政機關、指定地方行政機關、都道府縣知事、指定公共機關之間進行綜合協調。若国内發生的新型冠狀病毒感染症（嚴重特殊傳染性肺炎）有機會令国民的生命及健康蒙受特別重大損失，且在全国急速蔓延，有機會對国民生活及国民經濟造成巨大影響，本部長有權公示「緊急事態宣言」。

## 歷史

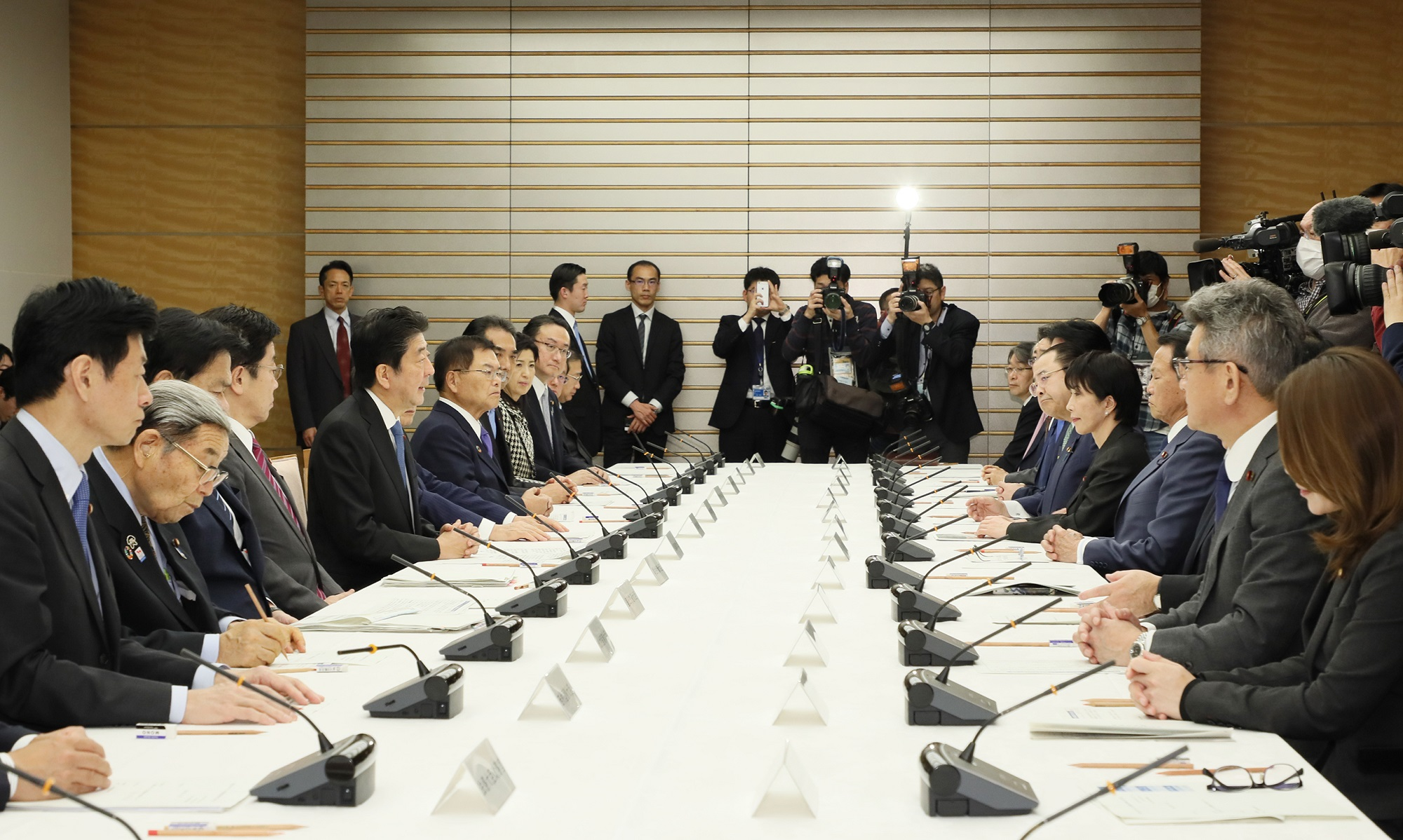
本部員森雅子、萩生田光一、小泉進次郎因非公務理由缺席的第10回会議（2020年2月16日於總理大臣官邸）

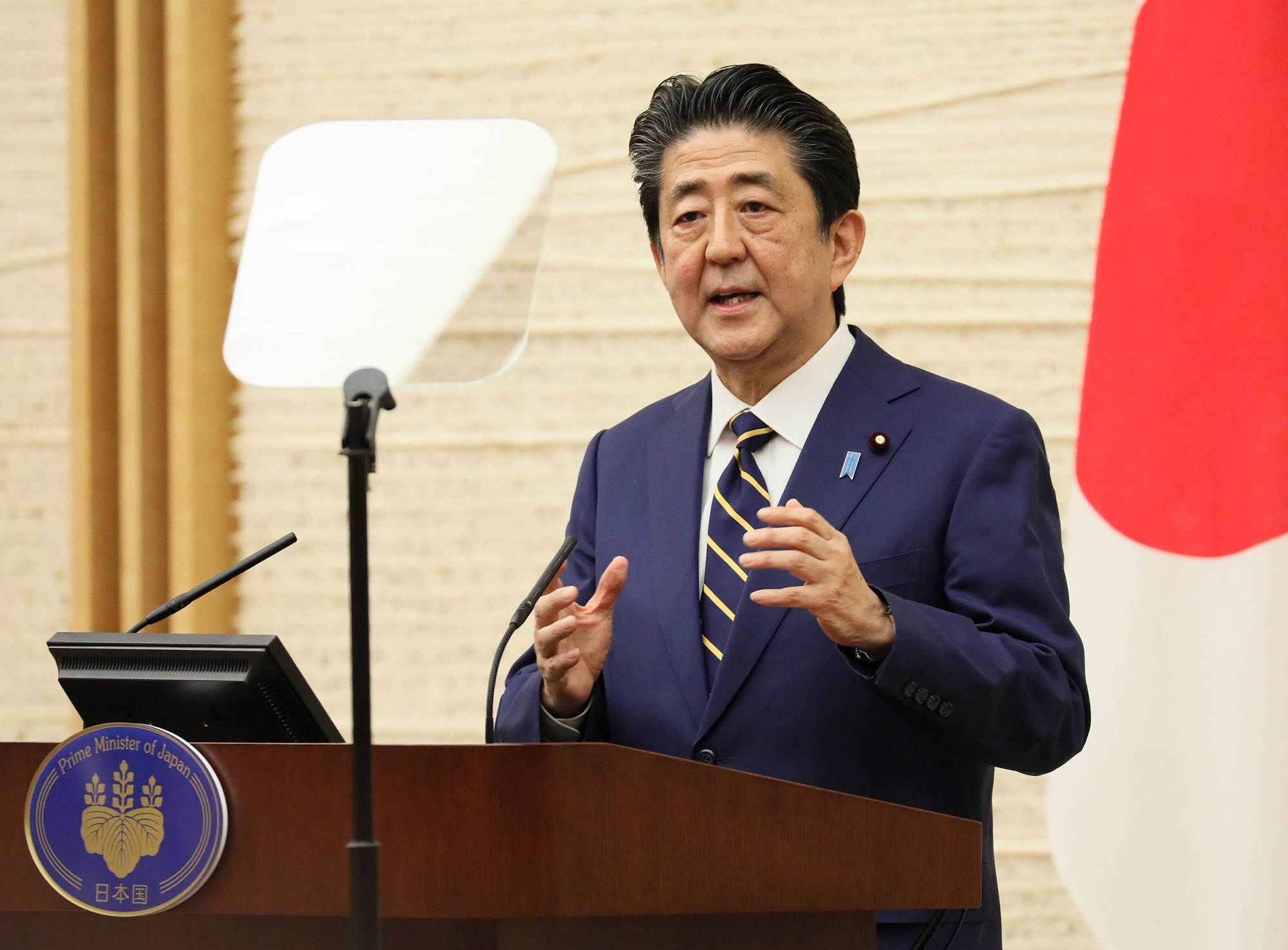
發出緊急事態宣言後会見傳媒的本部長安倍晋三（2020年4月7日於總理大臣官邸）

開會地點
召開本部員出席的會議時，若當日有国会議程，通常會在国会議事堂的院内閣議室舉行，其他日子則通常在總理大臣官邸舉行。例如第1回会議在国会議事堂召開，而第3回会議在總理大臣官邸召開。
出席状況
2020年2月16日，法務大臣森雅子、文部科学大臣萩生田光一、環境大臣小泉進次郎共3名本部員因非公務理由缺席第10回会議。當中小泉被曝出缺席第10回会議時，正與地區選民在新年会上喝酒，此事在第201回国会成為關注焦點。2月19日，本多平直在眾議院預算委員會會議上要求小泉向国民道歉，小泉答辯稱是「按照危機管理規則做出的應對」，拒絕道歉。2月25日，小川淳也亦在眾議院預算委員会會議上要求他向国民道歉，小泉則反駁道「就算道歉，我回去了横須賀這件事亦不會改變」，再度拒絕道歉。森表示自己缺席是去地區書道展參加問候，「正在反省」。萩生田則稱當時參加了地區消防團人士的授勳祝賀会，表示「會誠懇地接受意見，更有緊張感地處理相關事務」。
出席者風險管理
第25回会議後，本部員分為2組，每次召開本部員出席的會議時只會有1組出席，相互輪換，以防国務大臣感染COVID-19後，疫症在閣内蔓延。由於擔任本部長的内閣總理大臣安倍晋三是唯一一名第25回会議後亦會出席全部會議的成員，身兼本部員的財務大臣麻生太郎此後不會再參加会議。這是因為麻生已被指定為「副總理」，若安倍出事，他須就任內閣總理大臣臨時代理。
緊急事態宣言公示
2020年4月7日，就緊急事態宣言公示相關事項，擔任本部長的内閣總理大臣安倍晋三諮詢了新型流行性感冒等對策閣僚會議下設的新型流行性感冒等對策有識者會議之基本的對處方針等諮問委員會。

## 政策

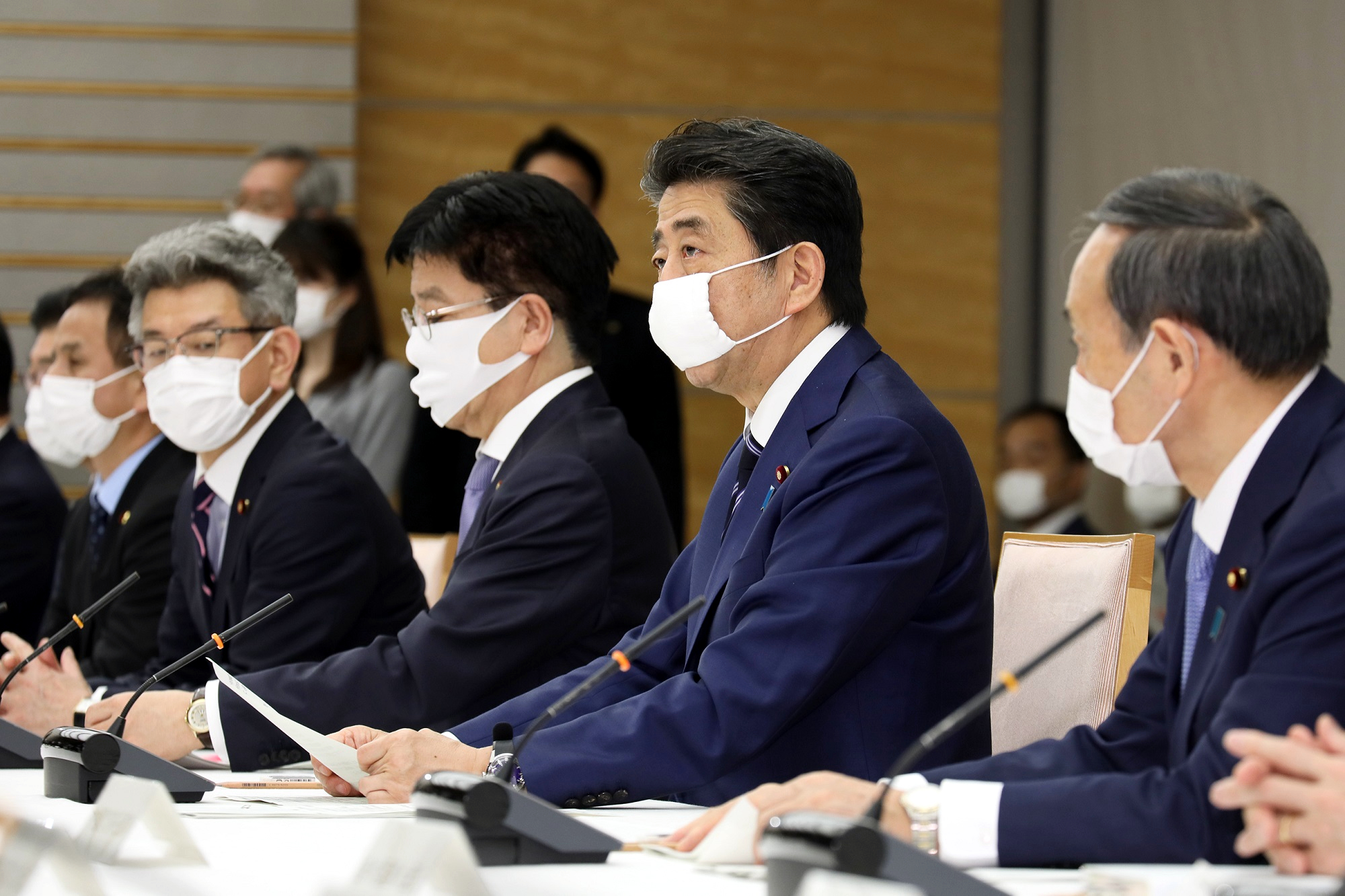
在第25回会議上宣布向每戶家庭派發2個布口罩的本部長安倍晋三（右起第2人）（2020年4月1日於總理大臣官邸）

向每戶家庭派發2個布口罩
2020年4月1日，召開本部員出席的第25回会議。在会上，擔任本部長的内閣總理大臣安倍晋三突然表示，將向每戶家庭派發2個布口罩，並稱之為緊急經濟對策之一。由於這政策並非自由民主党及公明党等執政党要求，事前亦未向自由民主党政務調查会及公明党政務調査会等執政党的政策部会諮詢，執政黨及在野党均對政策推出感到驚訝，擔任自由民主党政務調査会会長的眾議院議員岸田文雄即表示「突然推出，嚇了一跳。事前沒聽說過」。有執政党議員對政策持懷疑態度，亦有執政党支持者提出批評。政策在国内外均受到關注，霍士新聞頻道、彭博、CNN等均有報道。
這項政策由出身經濟官廳、在總理大臣官邸工作的官僚提出，他曾對安倍晋三說「若向所有国民派發布口罩，不安就會馬上消失」。聽到這句話後，政府內部曾在2020年3月初檢討是否向每戶家庭派發，但考慮到派發方法及預算數字問題，又有人提出「到底国民用不用布口罩」這類基礎問題，計劃一度未獲通過，惟又於4月突然復活。擔任副本部長的内閣官房長官菅義偉表示，布口罩單價約為200日圓，加上配送費用，預計需投入数百億日圓。4月9日，菅正式公布，從2020年度（平成31年度）預算的預備費及同年度補正預算拿出466億日圓，實踐布口罩政策。
就新型冠狀病毒感染症而言，世界衛生組織是「不建議」使用布口罩預防。由於布口罩表面縫隙大於病毒尺寸，亦沒有不織布口罩有的過濾層，能否阻擋病毒並未得到科学驗證。惟亦有意見指，感染者就算佩戴布口罩，也有機會擋下部分咳嗽及噴嚏飛沫。欧洲CDC（疾病預防控制中心）認為，在医用口罩供給停滯，医院無足夠供給的情況下，市民可以考慮使用布口罩。日本医師会会長横倉義武指向每戶家庭派發2個布口罩「基本不能防止病毒」，不過「在令国民安心方面有一定效果」，認為布口罩意義只在增強安心感，無法防止病毒。
在總理大臣官邸工作的官僚完全沒想到這一政策評價如此之低，甚至以安倍經濟學揶揄為安倍口罩學（Abe-no-mask），記者詢問警察廳出身的内閣官房副長官杉田和博時，則回覆「那是你們在這樣說吧」；提出該政策的官僚據報是通商產業省出身的內閣總理大臣秘書官佐伯耕三。
不發放休業補償
緊急事態宣言發出後，生效地區有企业收到協助請求，要求停業，但就沒有休業補償。擔任本部長的内閣總理大臣安倍晋三指「世界上沒有国家因停業發放補償，我国的支援力度是世界最強」，主張沒有国家發放休業補償，日本支援政策屬世界最佳。擔任副本部長的新型冠狀病毒感染症担当大臣西村康稔亦就休業補償表示「世界各国均無案例，我們不考慮實施」，主張沒有国家發放休業補償。至於国家向地方公共團体發放的1兆日圓臨時交付金，西村指地方公共團体不能將臨時交付金用於支付休業補償或損失補償。

## 構成
本部長、副本部長、本部員、幹事並非單獨任命某個個人，而是擔任某個官職的人士自動成為成員，類似於官守議員。

### 新型冠狀病毒感染症對策本部
本部長
- 內閣總理大臣

副本部長
- 内閣官房長官
- 厚生勞動大臣

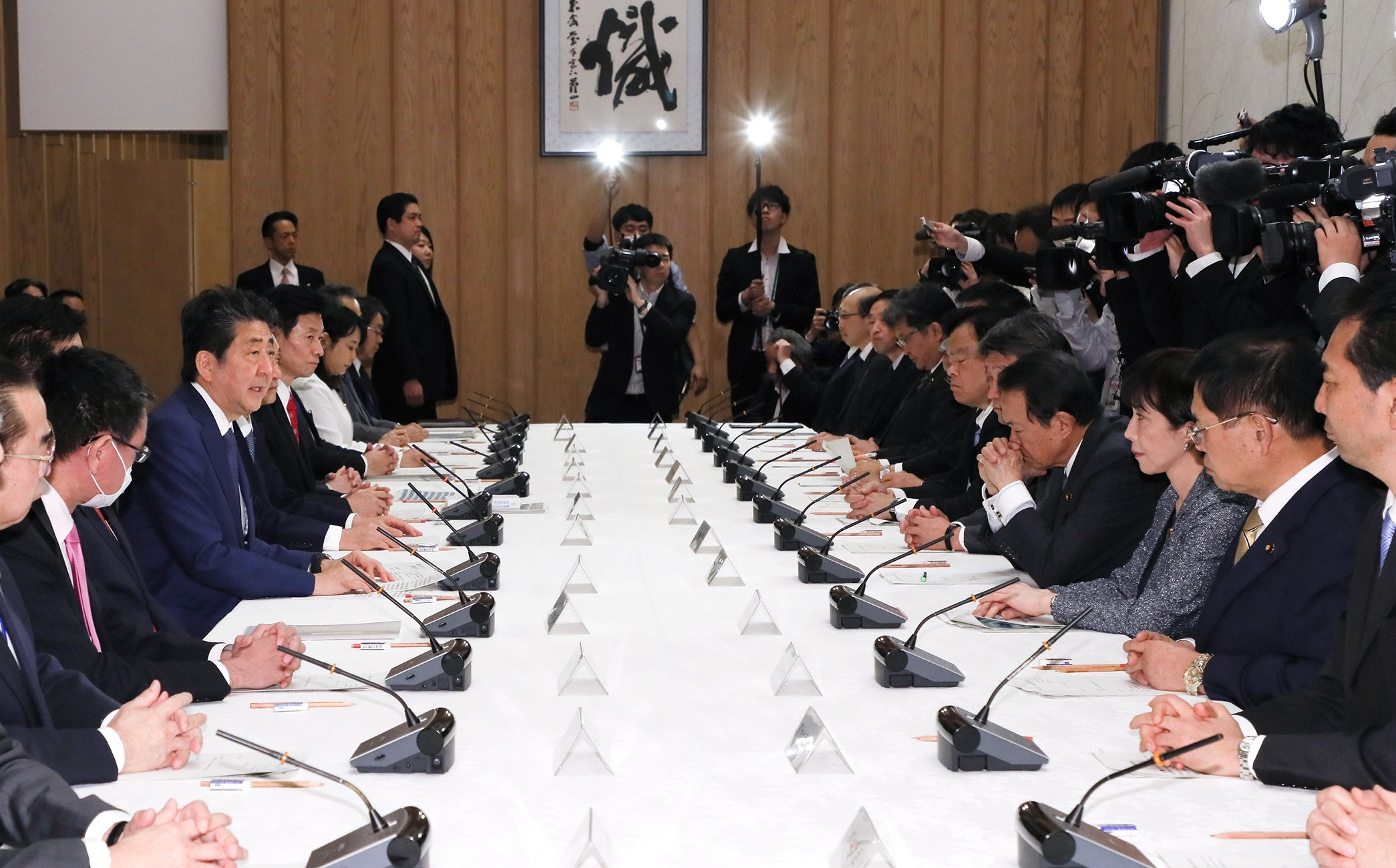
新型冠狀病毒感染症對策本部第23回会議，本部當天被指定為新型流行性感冒等對策特別措置法第15条第1項規定的「政府對策本部」（2020年3月26日於總理大臣官邸）

- 負責新型流行性感冒等對策特別措置法相關事務的国務大臣

本部員
- 除本部長及副本部長以外的所有国務大臣

幹事
- 相關行政機關的職員中，擔任本部長指定的官職者

### 新型冠狀病毒感染症對策本部幹事会
議長
- 内閣官房 内閣危機管理監

副議長
- 内閣官房 副長官補（内政担当）
- 内閣官房 副長官補（外政担当）
- 内閣官房 副長官補（事態對處、危機管理担当）
- 内閣官房 内閣審議官（内閣官房副長官補付）

（兼 厚生勞動省 医務技監）
構成員
- 内閣官房 内閣審議官（国家安全保障局）
- 内閣官房 内閣審議官（内閣官房副長官補（内政担当）付）
- 内閣官房 内閣審議官（内閣官房副長官補（外政担当）付）
- 内閣官房 内閣審議官（内閣官房副長官補付）

（兼 厚生勞動省 大臣官房審議官（健康、生活衛生、酒精健康障害對策担当））
- 内閣官房 内閣審議官（新型流行性感冒等對策室室長）
- 内閣官房 内閣審議官（健康、医療戰略室次長）
- 内閣官房 内閣審議官（東京奧林匹克運動會、東京殘疾人奧林匹克運動會推進本部事務局企画、推進統括官）
- 内閣官房 内閣審議官（危機管理審議官）
- 内閣官房 内閣審議官（内閣廣報室）
- 内閣官房 内閣審議官（内閣情報調查室）
- 内閣府 大臣官房總括審議官
- 警察廳 警備局局長
- 金融廳 綜合政策局總括審議官
- 消費者廳 次長
- 復興廳 統括官
- 總務省 大臣官房總括審議官（廣報、政策企画（主）担当）
- 消防廳 次長
- 法務省 大臣官房政策立案總括審議官
- 出入國在留管理廳 次長
- 外務省 亞洲大洋洲局局長
- 外務省 領事局局長
- 財務省 大臣官房官房長
- 文部科学省 大臣官房數位安全、政策立案總括審議官
- 厚生勞動省 大臣官房審議官（危機管理、科学技術及創新、国際調整、癌對策、国立高度專門医療研究中心担当）
- 農林水產省 大臣官房危機管理、政策立案總括審議官
- 經濟產業省 大臣官房技術總括、保安審議官
- 資源能源廳 長官
- 中小企業廳 長官
- 国土交通省 大臣官房危機管理、運輸安全政策審議官
- 環境省 大臣官房數位安全、情報化審議官
- 原子力規制廳 次長
- 防衛省 大臣官房衛生監
- 統合幕僚監部 總括官

## 脚注

### 註解
1. ↑  基本的對處方針等諮問委員會並非設於新型冠狀病毒感染症對策本部的新型冠狀病毒感染症對策專門家会議之下，而是設於新型流行性感冒等對策閣僚會議的新型流行性感冒等對策有識者會議之下。基本的對處方針等諮問委員会負責審議是否應發出新型流行性感冒等對策特別措置法的緊急事態宣言等事項，包括對新型冠狀病毒發出的緊急事態宣言。
2. ↑  2001年實施中央省廳等改革，通商產業省廢止，新設經濟產業省。

每100万人口的新型冠狀病毒感染症確診個案数

3. ↑  官職正式寫法為「内閣危機管理監」，不帶「内閣官房」字樣。為明確官職所属機關，此處加上「内閣官房」以作說明。

## 外部連結
- （页面存档备份，存于） 新型冠狀病毒感染症對策本部 - 公開新型冠狀病毒感染症對策本部的會議記錄等
- （页面存档备份，存于） 新型冠狀病毒感染症對策｜内閣官房新型冠狀病毒感染症對策推進室 - 内閣官房介紹新型冠狀病毒感染症的應對措施
- （页面存档备份，存于） 新型冠狀病毒感染症準備　～了解每人能做到的對策～ | 首相官邸主頁 - 總理大臣官邸介紹如何應對新型冠狀病毒感染症
- （页面存档备份，存于） 新型冠狀病毒感染症相關 - 厚生勞動省介紹如何應對新型冠狀病毒感染症